# Atammik
Atammik (antiguamente Atangmik) es una localidad en la municipalidad de Sermersooq, en el centro-oeste de Groenlandia. Tiene una población de 218 habitantes (en 2005).